# Laevipilina rolani
Laevipilina rolani is een Monoplacophorasoort uit de familie van de Neopilinidae. De wetenschappelijke naam van de soort is voor het eerst geldig gepubliceerd in 1990 door Warén & Bouchet.